# Lincoln (Dakota du Nord)
Pour les articles homonymes, voir Lincoln.
La ville américaine de Lincoln est située dans le comté de Burleigh, dans l’État du Dakota du Nord. Lors du recensement de 2010, sa population s’élevait à 2 406 habitants.

## À noter
Lincoln fait partie de l’agglomération de Bismarck, la capitale de l’État.

## Démographie
| 1980 | 1990  | 2000  | 2010  | - | - |
| ---- | ----- | ----- | ----- | - | - |
| 656  | 1 132 | 1 730 | 2 406 | - | - |

## Source
- (en) Cet article est partiellement ou en totalité issu de l’article de Wikipédia en anglais intitulé « Lincoln, North Dakota » (voir la liste des auteurs).